# Gustavia
Gustavia es la ciudad capital de San Bartolomé (también conocida como Saint Bart). Recibió su nombre en honor del Rey Gustavo III de Suecia, país que durante parte de los siglos XVIII y XIX administró la isla.

## Historia
La isla de San Bartolomé, antigua posesión española, fue reclamada y ocupada por Francia en 1648. Cedida a Suecia a cambio de  derechos comerciales en Gotemburgo en 1784, el reino escandinavo fundó para administrarla la Compañía Sueca de las Indias Occidentales. Próspera durante las guerras napoleónicas, los activos de la Compañía descendieron después de 1815, por lo cual la isla fue vendida a Francia en 1878.
El emplazamiento de Gustavia fue llamado originalmente Le Carénage, dado que funcionaba como un lugar para la reparación de los buques dañados, tarea  conocida como carena. A mediados del siglo XVII se edificaron tres fuertes para proteger el puerto: Oscar (anteriormente Gustav Adolf), Karl y Gustav. Según los documentos de la Compañía, el nombre  Gustavia se usó por primera vez entre el  28 de diciembre de 1786 y el 9 de febrero de 1787 como homenaje al rey de Suecia:  Gustavo III. La Iglesia Anglicana de San Bartolomé, ubicada frente al puerto,  fue construida en 1855.

## Comodidades
Los sitios de Fuerte Karl, con vistas a la Shell Beach al sur de la ciudad, y Fuerte Gustavo, en la base del faro hacia el norte, son muy populares entre los turistas. Fuerte Oscar, en la punta de la península de Gustavia, alberga la Gendarmería. Hay un museo al final de la carretera Victor Schoelcher en la península. Gustavia tiene algunos restaurantes que sirven platos de estilo estadounidense y europeo. Como destino turístico de lujo, posee muchas boutiques de alta gama y refinados hoteles.

## Clima
El clima es tropical con unas pequeñas variaciones en la temperatura. Pequeña superficie de la isla de 24 kilómetros cuadrados (9 sq mi) le permite tomar ventaja del golpe suave y agradable de los vientos alisios. Las temperaturas medias de agua y aire se mueven en torno a los 27 °C, y el año se divide en dos estaciones: una seca, conocida como la Cuaresma (Careme), y uno más húmedo en invierno. Esta última temporada en conjuntos entre mayo y noviembre, y la siempre presente sol está nublado por pasajes cortos de nubes de lluvia con una breve lluvia de 10 a 15 minutos. De acuerdo con el Sistema de clasificación de Köppen Clima Gustavia tiene un clima tropical de sabana, abreviado "Aw" en los mapas climáticos.

## Economía
La moneda oficial de San Bartolomé es el euro.

## Personalidades
- Eugénie Blanchard: fue la persona más vieja verificada en el mundo en el momento de su muerte. Pasó la mayor parte de su vida en Gustavia.